# Corpo Truppe Volontarie
O Corpo Truppe Volontarie (Português: Corpo de Tropas Voluntárias), também conhecido por sua sigla, CTV, foi uma força de aproximadamente 140 000 soldados enviados da Itália Fascista de Benito Mussolini à Espanha para apoiar as forças Nacionalistas sob o General Francisco Franco durante a Guerra Civil Espanhola.

## Consequências
Em 1º de abril de 1939, o sucesso dos nacionalistas significou que os italianos agora tinham um regime amigável no Mediterrâneo ocidental. Dos cerca de 78 500 homens enviados para a Espanha, 2 989 a 3 819 foram mortos e cerca de 12 000 (10 629) feridos. A maioria das baixas foi causada durante as ofensivas catalã e aragonesa, com cerca de 44% das mortes e 43% dos feridos, e o restante durante as ofensivas de Guadalajara, Santander e Levante. Os militares italianos deixaram para trás cerca de 3 400 metralhadoras, 1 400 morteiros, 1 800 peças de artilharia, 6 800 veículos, 160 tanques e 760 aeronaves. No entanto, enquanto o equipamento militar representava uma perda para o inventário de guerra da Itália, a maior parte do equipamento estava desatualizada. O custo financeiro da guerra foi maior. O custo do CTV para a Itália foi de 6 a 8,5 bilhões de liras. Com 14 a 20 por cento das despesas anuais, isso representava um imenso dreno na economia italiana. O alto custo da expedição espanhola limitou ainda mais a produção econômica da Itália no período anterior à Segunda Guerra Mundial.